# Erbenhausen
Erbenhausen ist eine Gemeinde im Landkreis Schmalkalden-Meiningen in Thüringen. Sie gehört der Verwaltungsgemeinschaft Hohe Rhön an, die ihren Verwaltungssitz in der Stadt Kaltennordheim hat.

## Geografie
Erbenhausen liegt im Südwesten der Vorderen Rhön, am Fuße der Alten Mark, auf einer Höhe von 502 m über NHN. Südlich des Kernortes entspringt die Felda, im Ortsteil Schafhausen die Herpf.
Erbenhausen liegt an der Landstraße 2621, welche die Verbindung nach Reichenhausen (ca. 1 km entfernt) und damit zur B 285 (Bad Salzungen – Mellrichstadt) herstellt. Über die Gemeinde Rhönblick erreicht man ebenfalls über die K 2521 die Kreisstadt Meiningen (ca. 25 km entfernt).

### Gemeindegliederung
Die Gemeinde hat drei Ortsteile:
- Erbenhausen (ca. 170 Einwohner)
- Reichenhausen (ca. 190 Einwohner)
- Schafhausen (ca. 170 Einwohner)

## Geschichte
Erstmals wurde der Ort im Jahr 845 erwähnt. Er gehörte zum Amt Kaltennordheim der Grafschaft Henneberg, später zu Sachsen-Weimar-Eisenach (Eisenacher Oberland).
Erbenhausen war 1678–1731  von Hexenverfolgungen betroffen. Vier Frauen gerieten in einen Hexenprozess. Von zwei Prozessen ist der Ausgang unbekannt. 1731 wurden zwei Personen freigesprochen.

## Kultur und Sehenswürdigkeiten

### Sehenswürdigkeiten

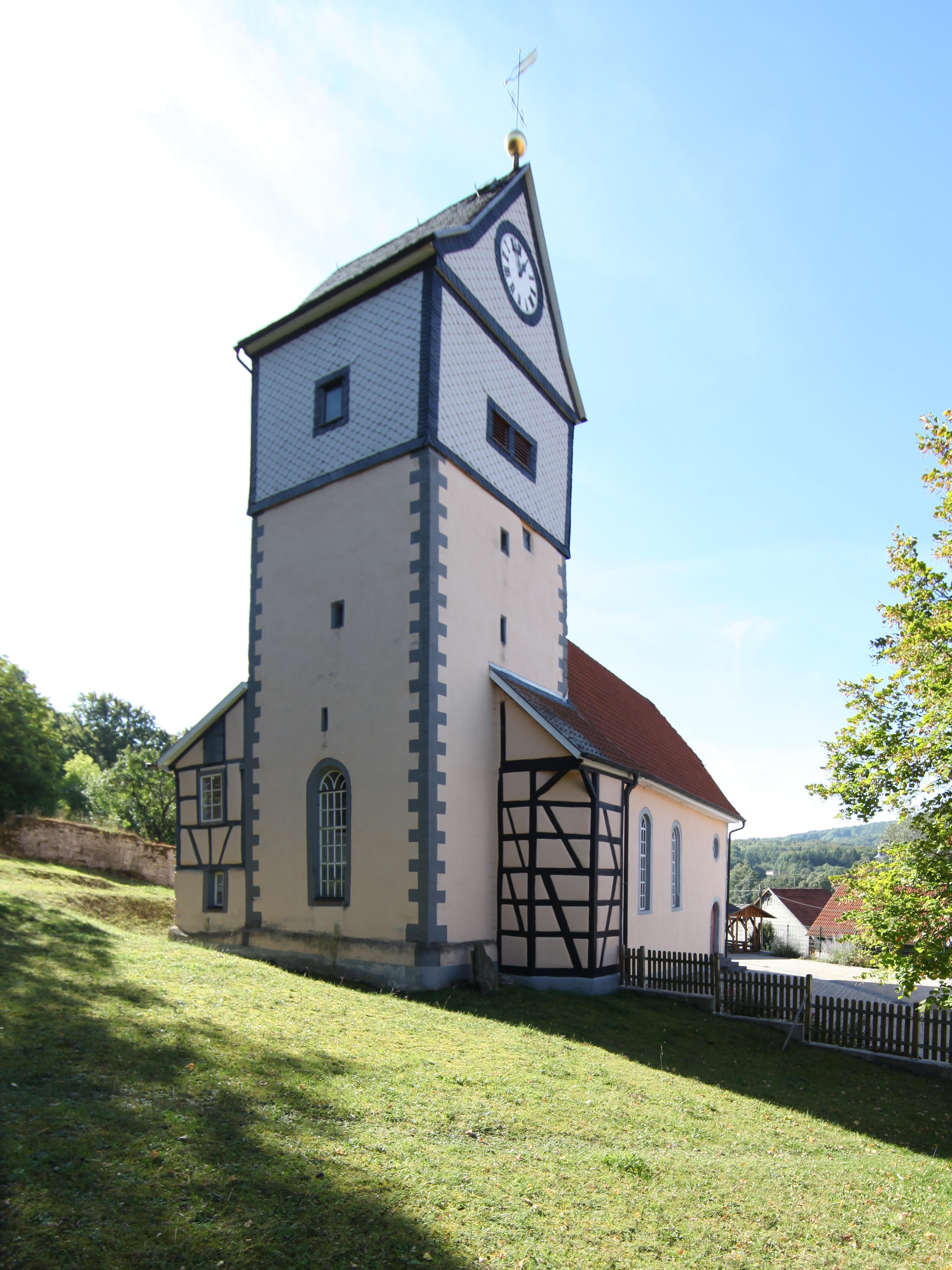
Evangelische Kirche von 1609

- Backhaus
- Evangelische Kirche
- Dorfgemeinschaftshaus
- Kriegerdenkmal

### Jährliche Veranstaltungen
- Sommerfest
- Dreschfest
- Kirmes

## Politik

### Bürgermeister
Der ehrenamtliche Bürgermeister Reinhard Büttner wurde am 5. Juni 2016 wiedergewählt.

### Gemeinderat
Der Gemeinderat von Erbenhausen setzt sich aus acht Ratsfrauen und -herren zusammen. Nach der Kommunalwahl 2014 verteilen sich die Sitze wie folgt:
- FFW JG Schafhausen 4 Sitze
- FWG Reichenhausen 3 Sitze
- FWG Erbenhausen 1 Sitz

## Wirtschaft und Infrastruktur

### Wasser und Abwasser
Die Wasserver- und Abwasserentsorgung wird durch den Kommunalen Wasser- und Abwasserzweckverband Meininger Umland sichergestellt.